# Xystus
A xystus az ókori Görögországban a testgyakorlásra szolgáló gymnasiumok fedett csarnokát jelölte, ahol télen vagy rossz időben tornázhattak az atléták (xystici). A rómaiaknál a kifejezés mást jelentett, a csarnok előtti díszkertet értették rajta, melyet virágyágyások és platánfák szegélyeztek.